# Oeceoclades lubbersiana
Oeceoclades lubbersiana är en orkidéart som först beskrevs av De Wild. och Émile Laurent, och fick sitt nu gällande namn av Leslie Andrew Garay och Peter Geoffrey Taylor. Oeceoclades lubbersiana ingår i släktet Oeceoclades och familjen orkidéer. Inga underarter finns listade i Catalogue of Life.